# Охрана
Одељење за заштиту јавне безбедности и поретка (рус. Отдѣленіе по Охраненію Общественной Безопасности и Порядка), најчешће скраћено у „заштитно одељење“ (охраноје отделеније), познатији по скраћеницама Охрана (што дословно значи „заштита“) или Охранка, је била тајна полиција Руске Империје на крају 19. века, формално као део полицијског одељења Министарства унутрашњих послова (МВД), којој је као испомоћ служила жандармерија. Створена је 1880. као замена за дотадашње Треће одељење Сопствене канцеларије Његовог императорског величанства.
Главне активности Охране су биле усмерене против левичарских појединаца и организација, као и настојање да се заустави њихова терористичка активност, чији је најспектакуларнији пример био атентат на Александра II. У ту је сврху Охрана с временом развила изузетно широку мрежу доушника, али и агената провокатора који су се инфилтрисали у бројне антицаристичке организације. Неки од њих су успели да дођу на њихов врх, а при томе се највише истакао Јевно Азев, који је 1904. године, настојећи да одржати своју „маску“ есерског оперативца, организовао атентат на премијера Вјачеслава Плевеа. Охранине активности су касније укључивале и организације сопствених квази-опозиционих организација и синдиката у настојању да се субверзивна активност сасече у корену или контролише. Неке од тих активности су, међутим, заправо ослабили царистички режим који је Охрана требало да штити, међу чиме се посебно истакао марш сиромашних радника на петроградски Зимски дворац 1905. под вођством православног свештеника Георгија Гапона који је био Охранин агент, а који је довео до покоља званог Крвава недеља, а посредно до избијања прве руске револуције. 1910-их је Охрана, сматрајући је најмањом и најбезопаснијом од свих субверзивних група, потицала бољшевичку партију настојећи стећи контролу над њом преко свог агента Романа Малиновског. У томе није успела, а њена мрежа доушника и агената, усмерена пре свега на интелектуалце и политичке активисте, није успела да детектује дубоко незадовољство међу руским масама. Због тога је фебруарска револуција 1917. године Охрану, као и целу царску владу, у потпуности изненадила. Охрана је тада престала да постоји.
Иако није успела у својој крајњој мисији спречавања револуције и заштите Руске Империје, бројни историчари држе да су бољшевици након доласка на власт у Октобарској револуцији преузели и усавршили методе Охране како би на темељу њих створили сопствени, далеко ефикаснији тајно-полицијски апарат почевши од Чеке 1917. године.